# Bruttia Crispina
Bruttia Crispina (Rome of Volceii, 164 – 182 of 187) was keizerin van Rome, de echtgenote van de Romeinse keizer Commodus, de zoon van Marcus Aurelius.
Crispina stamt uit een aristocratische familie, als dochter van een Romeinse veldheer van Marcus Aurelius, de consul Gaius Bruttius Praesens. Over haar moeder, volgens sommige auteurs Valeria geheten, is niets met zekerheid te zeggen. Haar grootouders van vaderszijde waren de consul en senator Gaius Bruttius Praesens en diens vrouw, de rijke erfgename Laberia Hostilia Crispina, dochter van een andere consul, Manius Laberius Maximus. De familie van haar vader stamde uit Volcei (huidig Buccino), Lucania en was verwant aan die van de keizers Trajanus, Hadrianus, Antoninus Pius en Marcus Aurelius. Crispina werd geboren en grootgebracht in Rome of Volceii. 

## Huwelijk
In (juli) 178 trad zij in het huwelijk met de 15-jarige Commodus en kreeg de titel Augusta (verhevene). Zij deelde deze titel met haar schoonzuster Lucilla (Annia Aurelia Galeria Lucilla) tot ergernis van deze laatste. Commodus mocht Crispina niet - ze heette mooi, maar hooghartig te zijn.

## Complot?
Volgens sommige bronnen is Crispina betrokken geweest bij het mislukte complot van 183 tegen haar man, waar ook Lucilla bij betrokken was. Lucilla werd verbannen naar het eiland Capri, waar zij vervolgens werd geëxecuteerd.
In hetzelfde jaar liet Commodus ook Crispina verbannen naar Capri op de valse beschuldiging van overspel, waar zij vervolgens werd gewurgd.